# Чубут
Чу̀бут (на испански: Chubut) е една от 23-те провинции на Аржентина. Намира се в южната част на страната. Провинция Чубут е с население от 598 380 жители (по изчисления за юли 2018 г.) и обща площ от 224 686 км².